# Mictocaris halope
Mictocaris halope је животињска врста класе Crustacea која припада реду Mictacea. 

## Угроженост
Ова врста је крајње угрожена и у великој опасности од изумирања.

## Распрострањење
Бермудска острва су једино познато природно станиште врсте.

## Станиште
Станиште врсте су слатководна подручја.